# Virtua Fighter Kids
Virtua Fighter Kids (バーチャファイター キッズ?, Bācha Faitā Kizzu) è un videogioco arcade del 1996 sviluppato da SEGA. Spin-off della serie Virtua Fighter, il gioco ha ricevuto una conversione per Sega Saturn.

## Modalità di gioco
In Virtua Fighter Kids sono presenti gli stessi personaggi di Virtua Fighter 2 in versione chibi.

## Pubblicazione
Articoli per il gioco in Giappone includevano una linea di peluche che vendettero molto bene ancora prima del termine dello sviluppo del gioco.
In Giappone, Virtua Fighter Kids fu pubblicato su Saturn come oggetto promozionale in co-operazione con le marche di bevante  "Java Tea" e "Energen" sotto il titolo di "Virtua Fighter Kids: Java Tea Original Edition". In seguito fu pubblicato commercialmente senza alcuna menzione a "Java Tea" sulla copertina. L'inserimento di prodotti Java Tea venne rimosso dalle versioni occidentali del gioco, ma è presente in tutte le versioni giapponesi (arcade, normale e Java Edition).

## Comparse in altri giochi
Sebbene non ci siano sequel ufficiali di Virtua Fighter Kids (a parte le versioni Virtua Fighter Kids della serie CG Portrait in Giappone chiamate Game Gear Portrait Series), le versioni fanciullesche di Akira Yuki e Sarah Bryant riappaiono come personaggi giocabili in Fighters Megamix, e alcuni personaggi giocabili, loro compagni, compaiono anche nel filmato finale del gioco. I modelli "Kids" di Akira Yuki e Sarah Bryant vennero utilizzati per realizzare i personaggi del videogioco per Sega Dreamcast Shenmue.